# Clorotrifluorometano
Il clorotrifluorometano, noto anche con le sigle Freon-13, R-13 e CFC-13, è un alometano tetrasostituito appartenente al gruppo dei clorofluorocarburi di formula CClF3, dove il carbonio ha il suo massimo stato di ossidazione (+4). 
È un composto molto stabile: ΔHƒ° = -(710 ± 30) kJ/mol. In condizioni normali è un gas incolore (Teb = -81,5 °C, Tcr = 28,7 °C), non infiammabile e non corrosivo, dal tenue odore etereo dolciastro; è pochissimo solubile in acqua (60,1 mg/L a 25 °C), ma è solubile nei comuni solventi organici come alcool e etere.  Veniva utilizzato come fluido refrigerante prima che il suo impiego fosse bandito col protocollo di Montréal, in quanto dannoso per l'integrità dell'ozonosfera avendo un valore di ODP pari a 1. Il CClF3 ha inoltre un elevato indice GWP pari a 14000 (il GWP dell'anidride carbonica vale 1).
Da non confondere con il triclorofluorometano, CCl3F, un altro clorofluorocarburo con struttura molecolare molto simile (ruoli di F e Cl scambiati), che però bolle a 23,6 °C.

## Struttura e proprietà
La molecola CClF3, con l'atomo di carbonio centrale ibridato sp3, è di tipo tetraedrico, ma con simmetria C3v, come per CCl3F. La presenza nei vertici del tetraedro di un atomo (Cl) diverso dagli altri tre (F) fa sì che la somma vettoriale dei quattro momenti di dipolo elettrico non sia nulla, come accade in CCl4 e in CF4, ma ammonti a 0,50 D; di conseguenza, CClF3 è una molecola dotata di una certa polarità.
I dati salienti della geometria molecolare sono i seguenti: il legame C–F (132,5 pm) è ovviamente molto più corto di quello C–Cl (175,2 pm), e lievemente più corto della distanza normale (135 pm); l'angolo FCF è di 108,6°, appena più piccolo del valore teorico di 109,5° e l'angolo FCCl è di 110,3°, un po' più ampio. Per confronto, in CCl3F il legame C–F è un po' più lungo (134,5 pm), quello C–Cl è appena più lungo(176,4 pm), mentre l'angolo FCCl (108,42°) è un po' più stretto. Le reciproche distanze tra gli atomi di fluoro sono di 215,20 pm, mentre la distanza attesa per interazioni di non legame tra due atomi fluoro sarebbe 2 rvdW, cioè l'intervallo 300-320 pm; qualitativamente questo fenomeno si riscontra anche negli altri clorofluorometani, CCl2F2, CCl3F, ed anche in CF4. 
Il fatto che l'angolo FCF sia più stretto di quello ClCF è un tipico esempio illustrato dalla regola di Bent che prevede in questi casi una diversa ripartizione del carattere s per gli orbitali ibridi con cui il carbonio si lega ad atomi più elettronegativi di altri, qui F rispetto ad Cl, e un minor carattere s per gli orbitali ibridi con cui il carbonio si lega ad atomi meno elettronegativi di altri, qui Cl rispetto a F; ovviamente, a minor carattere s corrisponde un maggior carattere p, perché l'ibridazione complessiva dell'atomo di carbonio resta sp3. Un aumento del carattere s comporta un'apertura dell'angolo di legame rispetto all'angolo tetraedrico, e viceversa per la sua diminuzione.

### Chimica ionica in fase gassosa
L'energia di ionizzazione della molecola CClF3 è di 12,6 eV, maggiore di quella di CCl2F2 (12,0 eV), di quella di CCl3F (11,68 eV) e di quella di CCl4 (11,47 eV), ma è minore solo a quella di CF4 (≤ 14,7 eV). Nella serie dei clorofluorometani l'energia di ionizzazione cresce al crescere del numero di atomi di fluoro, l'elemento più elettronegativo.
La molecola può essere protonata in fase gassosa dando lo ione molecolare [CClF3H]+: l'affinità protonica di CClF3 ammonta a 571,3 kJ/mol (5,92 eV), valore di maggior basicità, come atteso, rispetto a CF4 (529,3 kJ/mol, o 5,49 eV).

## Sintesi
È possibile ottenere clorotrifluorometano facendo reagire tetraclorometano e acido fluoridrico in presenza di pentacloruro di antimonio con la funzione di catalizzatore:
CCl4 + 3HF —SbCl5→ CClF3 + 2HCl
I principali prodotti della reazione sono clorotrifluorometano e acido cloridrico con possibile formazione di piccole quantità di triclorofluorometano (CCl3F), diclorodifluorometano (CCl2F2) e tetrafluoruro di carbonio (CF4).

## Usi
Nel suo impiego come refrigerante, il clorotrifluorometano è indicato come R-13 secondo il sistema di nomenclatura ASHRAE dei refrigeranti.